# Elektrownia geotermiczna
Elektrownia geotermiczna (inaczej geoelektrownia) – rodzaj elektrowni, wytwarzającej prąd elektryczny z energii geotermalnej (ciepło wnętrza Ziemi).
Elektrownie geotermalne pracują w wielu krajach świata i uzyskują sprawność około 25%.
Największe to:
- The Geysers Fields w USA (908 MW)
- Larderello we Włoszech (420 MW)
- Elektrownia Wairakei w Nowej Zelandii (293 MW)